# Bronisław Nakoniecznikow-Klukowski

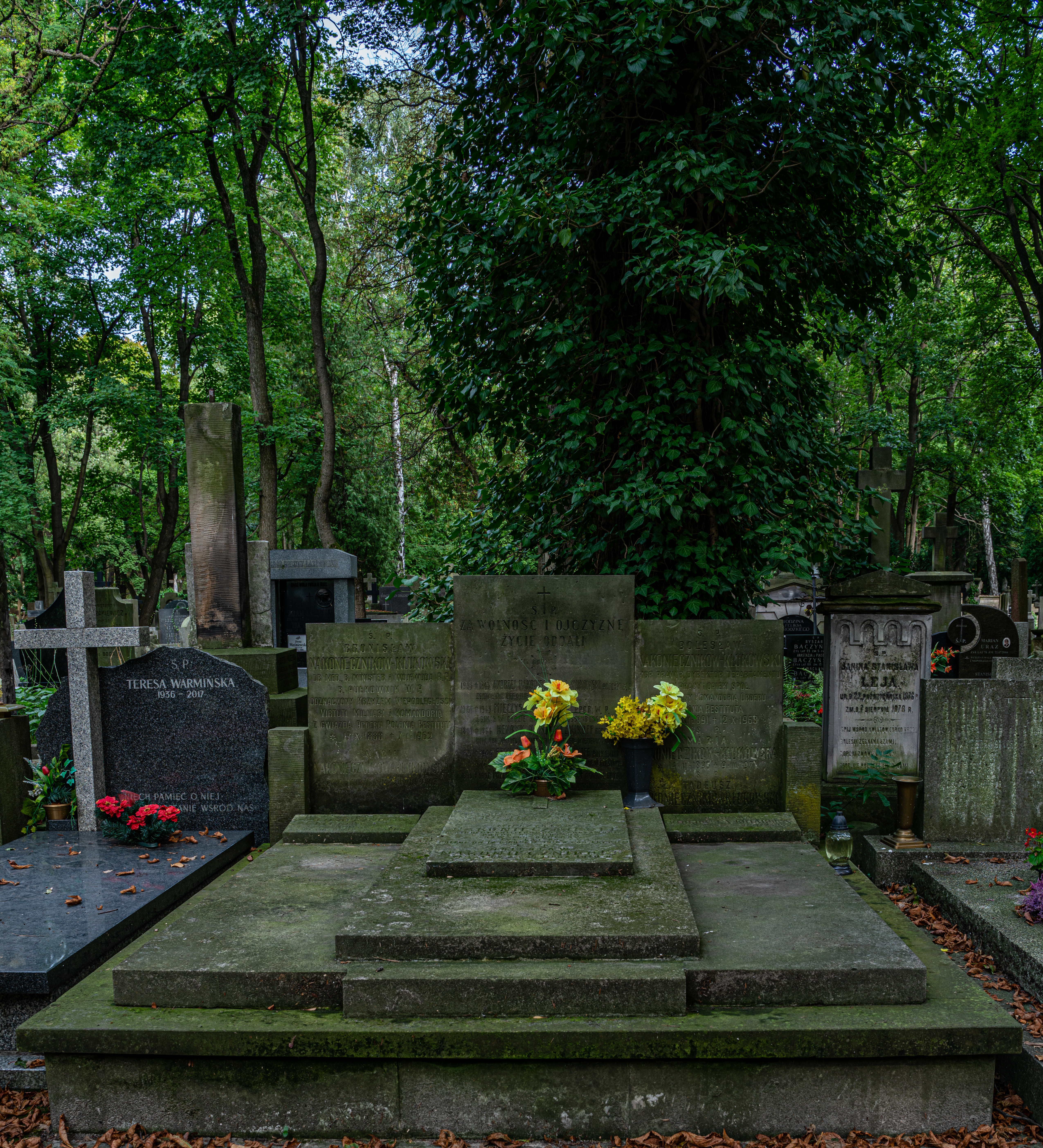
Grób Bronisława Nakoniecznikowa-Klukowskiego na cmentarzu Powązkowskim przed renowacją

Bronisław Franciszek Nakoniecznikow-Klukowski (ur. 17 października 1888 w Warszawie, zm. 7 stycznia 1962 tamże) – pułkownik lekarz Wojska Polskiego, działacz państwowy II Rzeczypospolitej, doktor medycyny.

## Życiorys

### Działalność niepodległościowa i służba w Wojsku Polskim
W okresie I wojny światowej oficer armii rosyjskiej, następnie żołnierz POW – do grudnia 1918 tajny komendant Placu POW w Moskwie (już pod rządami bolszewików).
3 maja 1922 roku został zweryfikowany w stopniu podpułkownika ze starszeństwem z dniem 1 czerwca 1919 roku i 3. lokatą w korpusie oficerów kontrolerów. W 1923 był szefem Grupy IX, a w następnym roku – szefem Grupy VIII Korpusu Kontrolerów. 31 marca 1924 roku został awansowany na pułkownika ze starszeństwem z dniem 1 lipca 1923 roku i 2. lokatą w korpusie oficerów kontrolerów. W 1928 roku zastępcą szefa Korpusu Kontrolerów. W 1930 roku przeniesiony do rezerwy, związany z tzw. grupą pułkowników w ramach obozu piłsudczyków. W 1934 roku w stopniu pułkownika ze starszeństwem dniem z 1 lipca 1923 roku zajmował 1. lokatę na liście starszeństwa oficerów rezerwy sanitarnych, w grupie lekarzy i pozostawał na ewidencji Powiatowej Komendy Uzupełnień Warszawa Miasto III z przydziałem mobilizacyjnym do kadry zapasowej 1 Szpitala Okręgowego w Warszawie.

### Służba publiczna
Od 30 października 1928 roku wojewoda stanisławowski, od 29 sierpnia 1930 do 6 lipca 1931 roku wojewoda lwowski, 1931 i 1932–1933 podsekretarz stanu w Prezydium Rady Ministrów. Od 10 maja 1933 do 28 czerwca 1934 roku – minister rolnictwa i reform rolnych w rządach Janusza Jędrzejewicza i Leona Kozłowskiego. Od 6 lipca 1934 do 5 lutego 1938 roku wojewoda warszawski. W 1931 oraz od 5 lutego 1938 do 30 września 1939 roku wiceminister spraw wewnętrznych. W latach 1935–1938 prezes Polskiego Związku Szachowego.
Został osadnikiem wojskowym w powiecie grodzieńskim. Był seniorem honorowym Polskiej Korporacji Akademickiej „Fidelia Leopoliensis”, założonej w 1930 roku. Był prezesem Reprezentacji b. żołnierzy na Wschodzie. 3 października 1938 roku otrzymał godność członka honorowego Związku Sybiraków.
Po 17 września 1939 roku przebywał na emigracji, w 1957 roku powrócił do kraju. Zmarł 7 stycznia 1962 roku. Został pochowany w grobowcu rodzinnym na cmentarzu Powązkowskim w Warszawie (kwatera 51-6-23,24). Symbolicznymi inskrypcjami zostali tam upamiętnieni m.in. Przemysław Nakoniecznikoff-Klukowski i Stanisław Nakoniecznikoff-Klukowski.

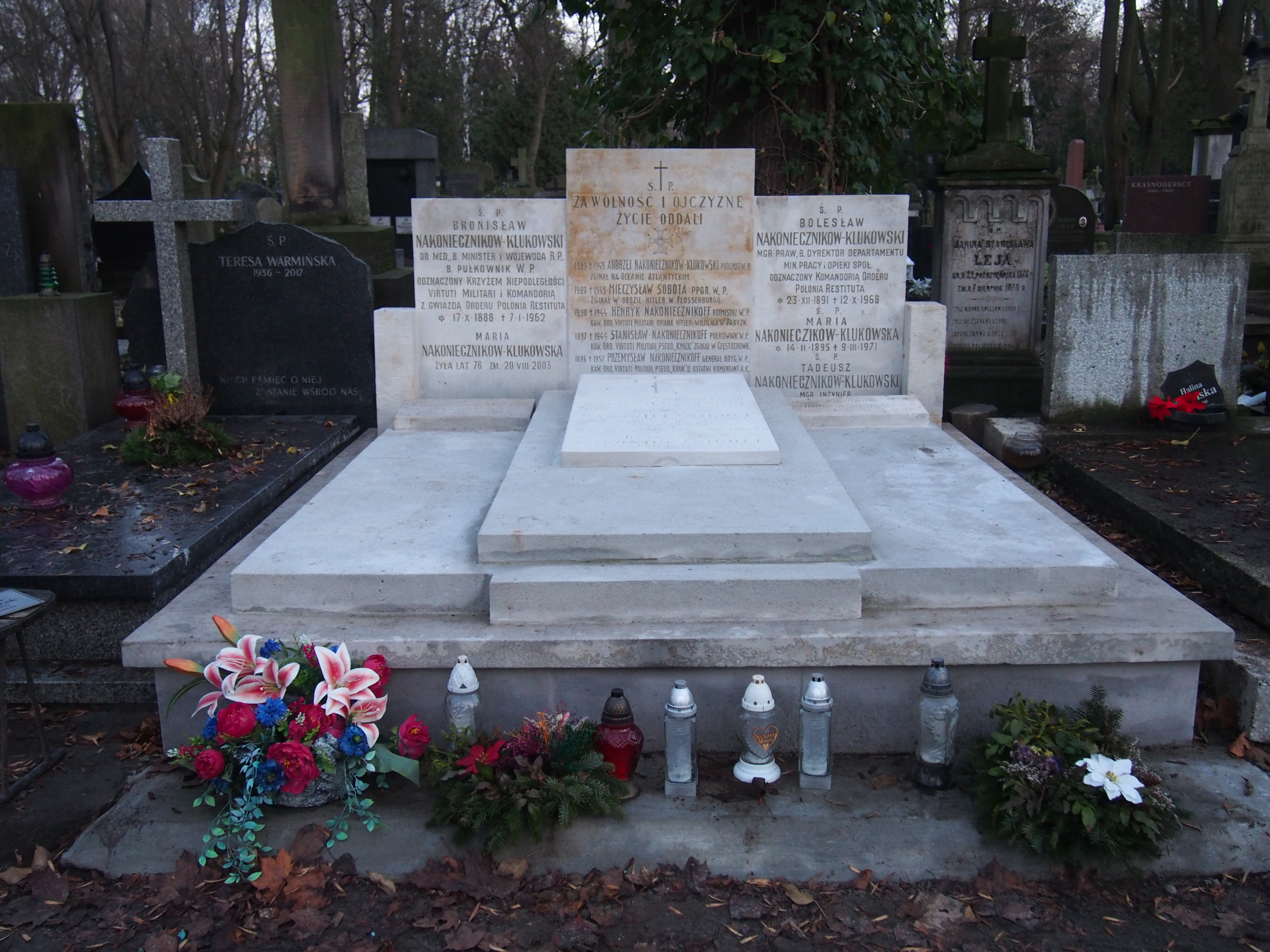
Grób Bronisława Nakoniecznikow-Klukowskiego po renowacji

W 2022 roku z inicjatywy Premiera RP Mateusza Morawieckiego grób Nakoniecznikow-Klukowskiego został odrestaurowany. Cały projekt był realizowany przez Fundację Stare Powązki we współpracy z Kancelarią Prezesa Rady Ministrów.

## Ordery i odznaczenia
- Krzyż Srebrny Orderu Virtuti Militari[12]
- Krzyż Komandorski z Gwiazdą Orderu Odrodzenia Polski (10 listopada 1938)[13]
- Krzyż Komandorski Orderu Odrodzenia Polski (8 listopada 1930)[12][14][15]
- Krzyż Niepodległości (17 marca 1932)[16]
- Krzyż Oficerski Orderu Odrodzenia Polski (10 listopada 1928)[17][12]
- Krzyż Walecznych (czterokrotnie, po raz pierwszy w 1921)[18]
- Złoty Krzyż Zasługi (11 listopada 1936)[19]
- Medal Pamiątkowy za Wojnę 1918–1921[12]
- Medal Dziesięciolecia Odzyskanej Niepodległości[12]
- Krzyż Wielki Orderu Korony Rumunii (Rumunia)[12]
- Krzyż Zasługi Rolniczej I klasy (Węgry)[12]
- Medal Pamiątkowy Wielkiej Wojny (Francja)[12]
- Medal Zwycięstwa (Médaille Interalliée)[12][20]